# Mom (Fernsehserie)/Staffel 3
Die dritte Staffel der US-amerikanischen Sitcom Mom feierte ihre Premiere am 5. November 2015 auf dem Sender CBS. Die deutschsprachige Erstausstrahlung wurde vom 15. Juni bis 24. August 2016 auf dem deutschen Pay-TV-Sender ProSieben Fun gesendet.

## Darsteller
| Figur                   | Darsteller              | Deutscher Sprecher         |
| ----------------------- | ----------------------- | -------------------------- |
| Christy Jolene Plunkett | Anna Faris              | Marie Bierstedt            |
| Bonnie Plunkett         | Allison Janney          | Traudel Haas               |
| Violet Plunkett         | Sadie Calvano           | Marie Christin Morgenstern |
| Baxter                  | Matt L. Jones           | Tommy Morgenstern          |
| Roscoe Plunkett         | Blake Garrett Rosenthal | Carlos Fanselow            |
| Marjorie Armstrong      | Mimi Kennedy            | Isabella Grothe            |
| Jill Kendall            | Jaime Pressly           | Natascha Geisler           |
| Wendy Harris            | Beth Hall               | Gabriele Schramm-Philipp   |
| Nebendarsteller         |                         |                            |
| Adam Janikowski         | William Fichtner        | Peter Flechtner            |
| Regina Thompkins        | Octavia Spencer         | Almut Zydra                |
| Chef Rudy               | French Stewart          | Michael Pan                |
| Candace Hayes           | Sara Rue                | Esra Vural                 |
| Claudia                 | Courtney Henggeler      | Julia Kaufmann             |
| Paul                    | Reggie De Leon          | –                          |
| Steve Casper            | Don McManus             | Detlef Bierstedt           |
| Beverly Tarantino       | Amy Hill                | Sonja Deutsch              |
| Mary                    | Mary Pat Gleason        | Juana von Jascheroff       |
| Mr. Munson              | Charles Robinson        | Uli Krohm                  |

## Episoden
| Nr. (ges.) | Nr. (St.) | Deutscher Titel                                  | Originaltitel                               | Erstausstrahlung USA | Deutschsprachige Erstausstrahlung (D) | Regie         | Drehbuch | Zuschauer (USA) |
| ---------- | --------- | ------------------------------------------------ | ------------------------------------------- | -------------------- | ------------------------------------- | ------------- | --- | --------------- |
| 45         | 1         | Gute Mütter, schlechte Mütter                    | Terrorists and Gingerbread                  | 5. Nov. 2015         | 15. Juni 2016                         | James Widdoes | Gemma Baker, Adam Chase & Anne Flett-Giordano Idee: Chuck Lorre & Eddie Gorodetsky                                  | 7,28 Mio.       |
| 46         | 2         | Ein ganz mieser Tag                              | Thigh Gap and a Rack of Lamb                | 12. Nov. 2015        | 15. Juni 2016                         | James Widdoes | Gemma Baker & Adam Chase & Anne Flett-Giordano Idee: Chuck Lorre & Marco Pennette                                   | 7,16 Mio.       |
| 47         | 3         | Helfersyndrom                                    | Mozzarella Sticks and a Gay Piano Bar       | 19. Nov. 2015        | 22. Juni 2016                         | James Widdoes | Gemma Baker, Sheldon Bull & Adam Chase Idee: Chuck Lorre, Nick Bakay & Marco Pennette                               | 7,46 Mio.       |
| 48         | 4         | Ein Schmerz und eine Seele                       | Sawdust and Brisket                         | 26. Nov. 2015        | 22. Juni 2016                         | James Widdoes | Sheldon Bull, Susan McMartin & Sam Miller Idee: Chuck Lorre & Nick Bakay                                            | 6,72 Mio.       |
| 49         | 5         | Bonnie auf Männerfang                            | A Pirate, Three Frogs and a Prince          | 10. Dez. 2015        | 29. Juni 2016                         | James Widdoes | Eddie Gorodetsky, Alissa Neubauer & Michael Borkow Idee: Chuck Lorre & Warren Bell                                  | 6,87 Mio.       |
| 50         | 6         | Rückfall ins Glück                               | Horny-Goggles and a Catered Intervention    | 17. Dez. 2015        | 29. Juni 2016                         | James Widdoes | Chuck Lorre, Nick Bakay & Sheldon Bull Idee: Susan McMartin                                                         | 8,95 Mio.       |
| 51         | 7         | Gefahr im Verzug                                 | Kreplach and a Tiny Tush                    | 7. Jan. 2016         | 6. Juli 2016                          | James Widdoes | Chuck Lorre, Marco Pennette & Alissa Neubauer Idee: Eddie Gorodetsky, Adam Chase & Warren Bell                      | 8,71 Mio.       |
| 52         | 8         | Meine Erzfeindin, ihr Vater und ich              | Snickerdoodle and a Nip Slip                | 14. Jan. 2016        | 6. Juli 2016                          | James Widdoes | Chuck Lorre & Warren Bell Idee: Eddie Gorodetsky & Alissa Neubauer                                                  | 8,33 Mio.       |
| 53         | 9         | Brunch der Erkenntnis                            | My Little Pony and a Demerol Drip           | 21. Jan. 2016        | 13. Juli 2016                         | James Widdoes | Chuck Lorre, Nick Bakay & Sheldon Bull Idee: Gemma Baker, Marco Pennette & Adam Chase                               | 8,49 Mio.       |
| 54         | 10        | Der Zeh im Lady-Pool                             | Quaaludes and Crackerjack                   | 4. Feb. 2016         | 13. Juli 2016                         | James Widdoes | Chuck Lorre, Sheldon Bull & Susan McMartin Idee: Nick Bakay & Warren Bull                                           | 7,96 Mio.       |
| 55         | 11        | Cinderella kann mich mal                         | Cinderella and a Drunk MacGyver             | 11. Feb. 2016        | 20. Juli 2016                         | James Widdoes | Chuck Lorre, Eddie Gorodetsky & Nick Bakay Idee: Alissa Neubauer, Warren Bell & Susan McMartin                      | 8,13 Mio.       |
| 56         | 12        | Himmelhoch jauchzend, zu Tode betrübt            | Diabetic Lesbians and a Blushing Bride      | 18. Feb. 2016        | 20. Juli 2016                         | James Widdoes | Chuck Lorre, Marco Pennette, Adam Chase & Anne Flett-Giordano Idee: Eddie Gorodetsky, Gemma Baker & Alissa Neubauer | 8,68 Mio.       |
| 57         | 13        | Die Sirup-Mafia                                  | Sticky Hands and a Walk on the Wild Side    | 25. Feb. 2016        | 27. Juli 2016                         | James Widdoes | Chuck Lorre, Eddie Gorodetsky & Susan McMartin Idee: Nick Bakay, Warren Bell & Anne Flett-Giordano                  | 7,90 Mio.       |
| 58         | 14        | Meine Mutter und ihr Mal                         | Death, Death, Death and a Bucket of Chicken | 3. März 2016         | 27. Juli 2016                         | James Widdoes | Chuck Lorre, Warren Bell & Anne Flett-Giordano Idee: Gemma Baker & Alissa Neubauer                                  | 7,98 Mio.       |
| 59         | 15        | Wenn zwei sich streiten, sträubt sich die Dritte | Nazi Zombies and a Two-Hunderd Pound Baby   | 10. März 2016        | 3. Aug. 2016                          | James Widdoes | Chuck Lorre & Susan McMartin Idee: Adam Chase & Anne Flett-Giordano                                                 | 7,88 Mio.       |
| 60         | 16        | Falsch verbunden                                 | Cornflakes and the Hair of Three Men        | 7. Apr. 2016         | 3. Aug. 2016                          | James Widdoes | Chuck Lorre & Britté Anchor Idee: Marco Pennette & Susan McMartin                                                   | 7,17 Mio.       |
| 61         | 17        | Hengst auf Rädern                                | Caperberries and a Fat Detective            | 14. Apr. 2016        | 10. Aug. 2016                         | Anthony Rich  | Chuck Lorre & Eddie Gorodetsky Idee: Sheldon Bull & Warren Bell                                                     | 7,46 Mio.       |
| 62         | 18        | Adam und die Anonymen                            | Beast Mode and Old People Kissing           | 21. Apr. 2016        | 10. Aug. 2016                         | James Widdoes | Chuck Lorre & Nick Bakay Idee: Gemma Baker, Adam Chase & Warren Bell                                                | 8,31 Mio.       |
| 63         | 19        | Patientin auf der Flucht                         | A Catheter and a Dipsy-Doodle               | 28. Apr. 2016        | 17. Aug. 2016                         | James Widdoes | Chuck Lorre, Alissa Neubauer & Sheldon Bull Idee: Nick Bakay, Marco Pennette, Anne Flett-Giordano & Susan McMartin  | 8,27 Mio.       |
| 64         | 20        | Zickenkrieg                                      | Pure Evil and a Free Piece of Cheesecake    | 5. Mai 2016          | 17. Aug. 2016                         | James Widdoes | Chuck Lorre, Gemma Baker & Warren Bell Idee: Britté Anchor                                                          | 7,92 Mio.       |
| 65         | 21        | Willkommen im Club                               | Mahjong Sally and the Ecstasy               | 12. Mai 2016         | 24. Aug. 2016                         | James Widdoes | Chuck Lorre, Eddie Gorodetsky & Warren Bell Idee: Alissa Neubauer & Susan McMartin                                  | 8,31 Mio.       |
| 66         | 22        | Von Geldsorgen zum Geldsegen                     | Atticus Finch and the Downtrodden           | 19. Mai 2016         | 24. Aug. 2016                         | James Widdoes | Chuck Lorre, Nick Bakay & Sheldon Bull Idee: Gemma Baker, Adam Chase & Anne Flett-Giordano                          | 8,14 Mio.       |

## DVD-Veröffentlichung
In den Vereinigten Staaten wurde die DVD zur dritten Staffel am 30. August 2016 veröffentlicht. In Deutschland ist die DVD zur dritten Staffel bisher nicht erschienen.